# برونشویک
برانزویک (در اسلوونیایی تلفظ می‌شود [ˈbɾuːnʃʋik]) یک سکونتگاه در شهرداری استارشه در منطقه اشتایرای اسلوونی است.